# Lev Vlagyimirovics Kulesov
Lev Vlagyimirovics Kulesov (Tambov, 1899. január 13. – Moszkva, 1970. március 29.) orosz filmrendező, -teoretikus, -pedagógus, forgatókönyvíró, művészettörténész. Fontos szerepe volt a film formanyelvének kialakításában, az orosz–szovjet filmművészet megteremtésében, a filmrendezőképzés megszervezésében és irányításában a moszkvai filmfőiskolán.

## Élete
Apja festő volt, anyja falusi tanítónő. Apja halála után anyjával 15 évesen Moszkvába költözött, ott képzőművészetet és építészetet tanult. 1916-tól díszlettervezőként dolgozott, Jevgenyij Bauer rendező mellett ismerte meg a film világát. 1917-ben készítette első filmjét, majd polgárháborús híradó- és agitációs filmeket forgatott. 1919 végén az újonnan létrehozott 1. sz. állami filmiskolában (Goszkinoskola) egy tanulócsoport vezetésével bízták meg, köztük volt többek között Vszevolod Pudovkin, Borisz Barnet, valamint Alekszandra Hohlova színésznő, Kulesov későbbi felesége, utolsó filmjeinek társrendezője is. A műhely tagjaival egy sor kísérletet végzett, ezek során alakította ki a film sajátosságaira, a montázsra és a filmszínészi munkára vonatkozó alapvető nézeteit.
Az 1924-től kezdődő évtized Kulesov legtermékenyebb korszaka volt. Műhelye tagjaival ebben az évben készítette első jelentős filmjét (Mr. West rendkívüli kalandjai a bolsevikok országában), majd szinte minden évben újabb filmmel jelentkezett. 1933-tól azonban abbahagyta a filmkészítést, elméleti munkáin dolgozott. Döntésében a hangosfilm megjelenése, filmjeinek gyakori kedvezőtlen fogadtatása és a művészeti életben eluralkodó pártirányítás egyaránt szerepet játszhatott. 1940 és 1943 között még néhány filmet rendezett (részben feleségével közösen), de azután végleg felhagyott a filmezéssel és főleg pedagógiai munkájának szentelte idejét. 1946-ban művészettörténetből doktorált. Munkásságát számos állami kitüntetéssel ismerték el.

## Alkotói pályája
Lev Kulesov munkássága filmrendezőként, teoretikusként, pedagógusként egyaránt jelentős, egyik tevékenysége a másikból következett. Elsőként mégis nézeteivel hívta fel magára az 1920-as évek forrongó orosz-szovjet filmvilágának figyelmét.

### Elmélete
Kulesovot – Dziga Vertovval, Pudovkinnal, Eizensteinnel együtt – az orosz-szovjet filmművészet nagy megújítójaként tartja nyilván a filmtörténet. A hagyományos színpadi sémák helyett a film sajátos kifejező eszközeit kereste és azok alapját a montázsban találták meg. Kulesov a korai amerikai filmek példája és csoportjának gyakorlata alapján az elsők között fejtette ki véleményét, hogy a film lényege nem egyszerűen a látvány, hanem az a képek összeállítása, vágása során alakul ki. Egyik gyakran idézett kísérlete során ugyanazon színész változatlan arcán a nézők más-más érzelmeket láttak megjelenni attól függően, hogy a vetítéskor az arc képét egy koporsó (=gyász), egy nő (=szerelmi vágy) vagy egy étel (=éhség) képe követte (ez az ún. Kulesov-effektus). Ha tehát a kapcsolódás, a kontextus a lényeg, akkor a látványt és a filmszínészi munkát is ennek megfelelően kell kialakítani. A színészi átélés helyett „filmszerűbb” megoldásokat kell találni (műhelyében sok ilyen gyakorlatot folytattak) , a filmképek egyszerű, gyorsan felfogható tartalmai – az ábécé betűihez hasonlóan – egymással könnyen összeilleszthetők legyenek stb.
Nézetei, bár egy tőről fakadnak, homlokegyenest ellentmondanak Dziga Vertov elméletének. A valóság képeinek eluralkodását a filmen, sőt az improvizáció lehetőségét – Dziga Vertovval szemben – elutasította; a játékfilmet, sőt a fordulatos cselekményt fontosnak tartotta. Vertov számára a filmre felvett valóság a lényeg, amit csak montírozni kell; Kulesovnál semmi nem lehet véletlen, a rendezőnek mindent előre, – már a forgatókönyvben – pontosan meg kell terveznie. Kezdeti túlzásai ellenére nézeteinek jelentős hatása volt többek között tanítványaira, köztük Pudovkinra is, aki azonban hamar öntörvényű alkotóvá vált és maga is – akárcsak Eizenstein – kitágította a montázs elméletét.
Nézeteit és filmrendezői tapasztalatait Kulesov több könyvben összegezte, köztük legismertebb A filmrendezés alapjai (Osznovi kinorezsisszuri, 1941). Magyarul megjelent könyvének címe: A filmművészet és a filmrendezés alapjai (1979).

### Filmrendezői pályája
Kulesov jelentősebb némafilmjei erősen különböznek korának szovjet forradalmi filmjeitől. Sok bennük a kaland, az összeesküvés, az üldözés; és nem hiányzik, hanem hangsúllyal jelen van az egyén. Ihletője és példaképe az amerikai film.
- Mr. West rendkívüli kalandjai a bolsevikok országában

Első igazán jelentős alkotása is az amerikai filmek mintájára készült. Főhőse, az amerikai. Mr. West az újságok híreitől megfélemlítve érkezik a „bolsevikok országába”. Szélhámosok keze közé kerül, de végül a rendőrök kiszabadítják, Mr. West meggyőződik róla, hogy nemcsak a szélhámosok, hanem az amerikai újságok is becsapták.
A szatirikus, naivan didaktikus történetben sok az amerikai filmekből, D. W. Griffith-től átvett megoldás, párhuzamos cselekménybonyolítás, izgalom, üldözés, bohózati elem. Ez a Mr. West… kitűnő alkalom volt Kulesovnak, hogy elméletét a gyakorlatba átültesse, műhelye, színészei számára pedig lehetőséget adott, hogy bizonyítsanak. A filmet a bemutatón jól fogadták és sokáig sikerrel vetítették.
- Halálsugár

Következő filmje, egy ugyancsak amerikai témájú kalandos történet, a Halálsugár megbukott.
A film célja elsősorban az új technikák, trükkök kipróbálása volt: „…filmnyelvtant próbáltunk kialakítani… elsősorban nem film, hanem film-ábécé volt” – írta később kissé magyarázkodva Kulesov. A tömegjelenetek átgondolt, „filmszerű” megszerkesztése Eisensteinre és Pudovkinra is hatást gyakorolt.
- A törvény nevében (más néven: Dura lex)

A Halálsugár után I. Pál cárról készültek filmet készíteni, de annak forgatókönyvét nem fogadták el. Gyorsan és olcsón leforgatható filmre volt szükség. A Jack London novellája (The Unexpected – A váratlan) alapján felvett A törvény nevében éppen ilyen volt. Ez lett a legolcsóbban készített orosz játékfilm, Kulesov pályájának pedig egyik csúcspontja.
Filmje sikere után az amerikai környezet helyett hazai témákhoz nyúlt, de korábbi alkotása színvonalát nem tudta elérni.
- Horizont

Számos filmjének kudarca után (a mozikban és a kritikákban is) első hangosfilmjében ismét részben amerikai témával próbálkozott. A Horizont egy Amerikába emigrált és szülőföldjére visszatérő zsidó férfi történetét mondja el, de értékei – jó ritmusa, dinamikus előadásmódja – ellenére ez a film is megbukott, jeleneteinek többsége statikusra, túlmagyarázottra sikerült.
- A nagy vigasztaló

Ebben a filmjében Kulesov újszerű filmes elbeszélési móddal próbálkozott.
Az O. Henry amerikai író életrajzának és két novellájának motívumaiból, azok összedolgozásából létrejött alkotás egyszerre több síkon játszódik. Ebből a szempontból a modern filmstílus egyik korai előfutárának tekinthető. A film szembeállít egy kegyetlen, de igaz történetet és annak reális ábrázolását azzal a móddal, ahogy azt „a nagy vigasztaló” (O. Henry) hazugul kiszínezve novellájában elmondja. Ez a mű 1933-ban készült, amikor a szovjet művészeti élet már végképp a központi párthatározatok irányítása alá került. Kulesov filmkészítési módszereit a némafilmre dolgozta ki (bár később finomította), azokat nem lehetett egyszerűen átemelni a hangosfilmbe, ezért sok részlet itt is mesterkéltnek hat.
Ennek ellenére ezt a művét tekintik utolsó jelentős alkotásának.

## Filmjei
Megjegyzés: A (( )) között feltüntetett címek nyersfordítás eredményei.
Több filmjének forgatókönyvét Kulesov részben vagy teljes egészében maga írta.
- 1918 Prite (Pright) mérnök terve (Проект инженера Прайта)
- 1918 ((A végig nem énekelt dal)) (Peszny nyedopetaja)
- 1919 Híradók
- 1920 A vörös fronton (На красом фронте)
- 1924 Mr. West rendkívüli kalandjai a bolsevikok országában (Необычайные приключения мистера Веста в стране большевиков)
- 1925 Halálsugár (Луч смерти)
- 1926 A törvény nevében (По закону, másik címe Трое)
- 1927 Az ő ismerőse (Ваша знакомая, másik címe Журналистка)
- 1929 A vidám kanári (Веселая канарейка)
- 1929 ((Kettő-Buldi-kettő)) (Два-бульди-два)
- 1930 ((Negyven szív)) (Szorok szergyec)
- 1932 Horizont (Горизонт)
- 1933 A nagy vígasztaló (Великий утешитель)
- 1934 ((A látás elrablása)) (Кража зрения)
- 1940 Szibériaiak (Сибиряки)
- 1941 ((Történet a vulkánnál)) (Szlucsaj v vulkanye) (E. Chreider rendező konzultánsa?)
- 1942 ((Ifjú partizánok)) (Юные партизаны (2-я новелла «Учительница Карташова», БКС) (Timur esküje) (Kljatva Tyimura))
- 1943 ((Mi, uráliak)) (Мы с Урала) (társrendező: Alekszandra Hohlova)

## Kötetei magyarul
- A film művészete és a filmrendezés alapjai; ford. Kelemen Tibor et al.; Magyar Filmtudományi Intézet és Filmarchívum, Bp., 1979 (Filmművészeti könyvtár)
- Filmművészet és filmrendezés; vál. Zalán Vince, utószó, jegyz., filmográfia Veress József, ford. V. Detre Zsuzsa, Orosz István, Terbe Teréz; Gondolat, Bp., 1985